# Clitocybe ornamentalis
Clitocybe ornamentalis är en svampart som beskrevs av Velen. 1920. Clitocybe ornamentalis ingår i släktet Clitocybe och familjen Tricholomataceae.   Inga underarter finns listade i Catalogue of Life.